# اضطراب الإثارة التناسلية المستمرة
اضطراب الإثارة التناسلية المستمرة، المسمى سابقًا متلازمة الإثارة الجنسية المستمرة، هو عبارة عن إثارة جنسية تلقائية، ومستمرة، وغير مرغوبة، وخارجة عن السيطرة في غياب محفز جنسي أو رغبة جنسية، وعادة لا تزول بهزة الجماع. بل أن العديد من هزات الجماع عبر ساعات أو أيام قد تكون مطلوبة لزوال تلك الإثارة.
يحدث ذلك الاضطراب في النساء. وهو اضطراب نادر وغير مفهوم بشكل جيد. لا تتماشى التسمية مع الأدب. فهو يختلف عن فرط النشاط الجنسي، الذي يتميز بزيادة الرغبة الجنسية.

## التصنيف
في 2003، تم النظر في «الإثارة التناسلية المستمرة» لإدراجها فيما يتعلق بالاستشارة الدولية حول الطب الجنسي. في 2009، تم إدراج «خلل الإثارة الجنسية المستمرة» في نسخته الثالثة. اضطراب الإثارة التناسلية المستمرة غير مدرج في الدليل التشخيصي والإحصائي للاضطرابات النفسية ولا في التصنيف الدولي للأمراض، وقد يرجع ذلك لأن المرض لا زال بحاجة للمزيد من الأبحاث.
تم وصف الحالة بواسطة أحد الباحثين على أنها مصطلح بلا أسس علمية. يوجد قلق بشأن اسم الاضطراب حيث قد يكون مضللًا، لأنه نظرا لأن تلك الإثارة التناسلية غير مرغوبة، فمن المريب وصفها بأنها إثارة.
اقترح بعض الباحثين الآخرين إعادة تسمية الاضطراب ليصبح «اضطراب الاحتقان الوعائي التناسلي المستمر» أو «متلازمة الهياج التناسلي.»

## العلامات والأعراض
الإثارة الجسدية الناتجة عن ذلك الاضطراب قد تكون قوية للغاية وتستمر لفترات ممتدة، أو أيام أو أسابيع. تشمل الأعراض شعور بالضغط، وألم، وتهيج، وتنميل في البظر، وخفقان، واحتقان في المهبل، وانقباضات مهبلية، وأحيانا هزات جماع تلقائية. الضغط، أوالإنزعاج، أوالسحق، أوالنبض، أوالخفقان أو الاحتقان كلها قد تشمل البظر، أو الشفران، أو المهبل، أو العجان، أو فتحة الشرج. قد تنتج هذه الأعراض بسبب النشاط الجنسي أو بدون محفز واضح، ولا تزول بهزة الجماع (النشوة الجنسية) ما عدا في الحالات التي تسمح فيها عدة هزات للجماع خلال ساعات أو أيام بزوال الأعراض. يمكن أن تعيق تلك الأعراض الحياة المنزلية والعملية. قد تشعر النساء بالخجل أو الخزي، وتتجنب العلاقات الجنسية بسبب ذلك الاضطراب. قد يجعل التوتر الأعراض أسوأ.

## السبب
لا يعلم الباحثون سبب اضطراب الإثارة التناسلية المستمرة، إلا أنهم يفترضون أن له أسبابًا عصبية، ووعائية، ودوائية، ونفسية. تم التوقع بأن تكون تكيسات تارلوف سببًا. تم الربط بين اضطراب الإثارة التناسلية المستمرة والانتصاب المستمر للبظر، ويتم اعتباره أحيانا مماثلا للقساح في الرجال. كذلك يشبه الاضطراب وجع الفرج في النساء في كون السبب وراء كليهما غير مفهوم، وأن كليهما يستمر لمدة طويلة، وأن النساء المصابات بأي منهما عادة يتم إخبارهن بأن المشكلة نفسية وليست عضوية. كذلك ارتبط الاضطراب بمتلازمة تململ الساقين، إلا أنها لم تتواجد سوى في أقلية من النساء المصابات بالاضطراب.
في بعض الحالات الموثقة، نتجت المتلازمة عن أو تسببت في تشوهات شريانية-وريدية في الحوض مع وجود فروع شريانية للبظر. كان التدحل الجراحي فعالا في هذه الحالات.

## العلاج
نظرا لأن الأبحاث حول الاضطراب لم تبدأ سوى منذ 2001، لا يوجد سوى قليل من التوثيق بخصوص ما قد يداوي أو يشفي من الاضطراب. قد يتضمن العلاج علاج نفسي ممتد، وتعليم نفسي، وعلاج طبيعي لقاع الحوض. في حالة واحدة، حدث زوال مصادف للأعراض نتيجة العلاج باستخدام فارينكلين، وهو دواء يستخدم لإدمان النيكوتين.

## الانتشار
اضطراب الإثارة التناسلية المستمرة نادر للغاية. رغم أن الاستطلاعات الإلكترونية أشارت أن مئات النساء يعانين منه، فإن عدد الحالات الموثقة حوالي 22 فقط.

## التاريخ
قد تكون المراجع الأولى بخصوص اضطراب الإثارة التناسلية المستمرة هي الوصف اليوناني لفرط النشاط الجنسي، والذي خلط الإثارة التناسلية المستمرة بعدم الاستقرار الجنسي. فبينما يتضمن اضطراب الإثارة التناسلية المستمرة غياب الرغبة الجنسية، يتميز فرط النشاط الجنسي بزيادة الرغبة الجنسية.
تمت صياغة مصطلح «متلازمة الإثارة الجنسية المستمرة» في 2001 بواسطة الباحثين ليبلوم وناثان. في 2006، أعاد ليبلوم تسمية الحالة إلى «اضطراب الإثارة التناسلية المستمرة» ليشير أن أحاسيس الإثارة التناسلية تختلف عن تلك الناتجة عن الإثارة الجنسية الحقيقية. كذلك فإن إعادة التسمية أعطت الحالة فرصة أكبر لتصنيفها على أنها خلل.

## روابط خارجية
- PSAS, information about PSAS in Dutch and English
- A Hundred Orgasms A Day, Channel 5 (UK) 2004 documentary film about PSAS
- Car crash leaves woman constantly aroused, Ninemsn, 16 December 2009